# Évêque de Brechin

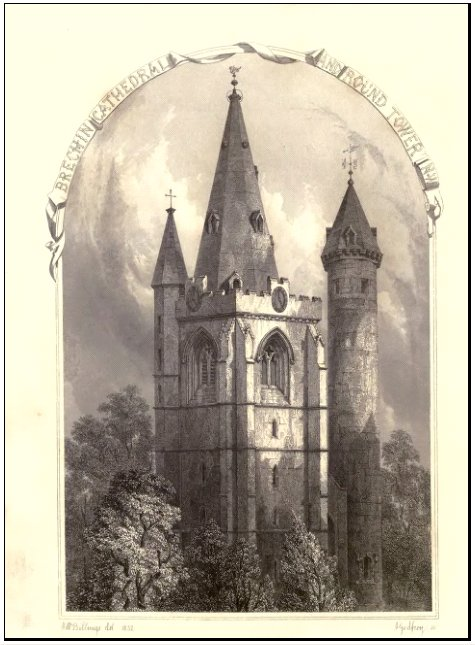
Cathédrale de Brechin.

L'évêque de Brechin est le chef ecclésiastique du diocèse de Brechin ou Angus, basé à la cathédrale de Brechin.

## Liste des évêques de Brechin

### Jusqu'à la Réforme
- fl. 1150 x 1165 : Samson (en)
- 1178/1180 – 1198 ou avant : Turpin (en)
- fl. 1196 x 1214 : Radulf (en)
- avant 1214 – 1218 : Hugues (en)
- 1218 – (1242 x 1246) : Grégoire
- 1246-1269 : Albin
- 1269 x 1275 : William de Crachin (élu, jamais consacré)
- 1275 – (1291 x 1297) : William de Kilconcath
- 1297-1298 : Nicolas (en)
- 1298 – (1323 x 1327) : John de Kininmund
- 1328-1349 : Adam de Moravia
- 1350-1351 : Philip Wilde
- 1351-1383 : Patrick de Leuchars
- 1383 – 1404/1405 : Stephen de Cellario
- 1407 – 1425/1426 : Walter Forrester (en)
- 1426 – 1453/1454 : John de Crannach (en)
- 1454 – 1462/1463 : George Shoreswood (en)
- 1463/1464 – 1465 : Patrick Graham (en)
- 1465-1488 : John Balfour (en)
- 1488 – (1514 x 1516) : William Meldrum (en)
- 1516-1557 : John Hepburn (en)
- 1557-1559 : Donald Campbell (en)

### Depuis la Réforme

#### Évêques de l'Église d'Écosse (1565-1688)
- 1565-1566 : John Sinclair (en)
- 1566-1607 : Alexander Campbell of Carco (en)
- 1607-1619 : Andrew Lamb (en)
- 1619-1634 : David Lindsay (en)
- 1634-1635 : Thomas Sydserf (en)
- 1635-1638 : Walter Whitford (en)
- 1662-1671 : David Strachan (en)
- 1671-1677 : Robert Laurie (en)
- 1678-1682 : George Haliburton (en)
- 1682-1684 : Robert Douglas (en)
- 1684 : Alexander Cairncross (en)
- 1684-1689 : James Drummond (en)

#### Évêques de l'Église épiscopalienne écossaise (depuis 1724)
- 1724-1727 : Robert Norrie (en)
- 1727-1731 : Thomas Rattray (en)
- 1731-1742 : John Ochterlony (en)
- 1742-1777 : James Rait (en)
- 1778-1781 : George Innes (évêque) (en)
- 1787-1788 : William Abernethy Drummond (en)
- 1788-1810 : John Strachan (en)
- 1810-1840 : George Gleig (en) (également primat de 1816 à 1837)
- 1840-1847 : David Moir (en)
- 1847-1875 : Alexander Forbes
- 1875-1903 : Hugh Jermyn (en) (également primat de 1886 à 1901)
- 1904-1934 : Walter Robberds (en) (également primat de 1908 à 1934)
- 1935-1943 : Kenneth Mackenzie (en)
- 1944-1959 : Eric Graham (en)
- 1959-1975 : John Sprott (en)
- 1975-1990 : Ted Luscombe (en) (également primat de 1985 à 1990)
- 1990-1997 : Robert Halliday (en)
- 1997-2005 : Neville Chamberlain (en)
- 2005-2010 : John Mantle (en)
- 2011-2017 : Nigel Peyton (en)
- depuis 2018 : Andrew Swift (en)